# Rychnów (Opole)
Pour les articles homonymes, voir Rychnów.
Rychnów est une localité polonaise de la gmina et du powiat de Namysłów en voïvodie d'Opole.